# Cezary Kalita
Cezary Kalita (ur. 5 czerwca 1967 w Piszu) – polski filozof, doktor habilitowany  nauk humanistycznych.

## Życiorys
W 1991 ukończył studia na Wydziale Filozofii i Socjologii UMCS w Lublinie, w 2003 został doktorem filozofii, a w 2019 habilitował się.
Zainteresowania badawcze to filozofia polityczna i społeczna, historia filozofii, filozofia edukacji i wychowania, filozofia bezpieczeństwa i etyka.
Do 2019 opublikował 72 prace, w tym 4 monografie.Był promotorem 33 prac magisterskich i 220 licencjackich.
Jest zatrudniony jako profesor uczelniany w Uniwersytecie Przyrodniczo-Humanistycznym w Siedlcach. Pracuje też w UMCS.